# Turtagrø
Turtagrø es un hotel en el municipio de Luster en la región Sogn og Fjordane, en Noruega, cerca de Hurrungane en Jotunheimen. El hotel ha sido un punto de reunión para montañeros desde finales del siglo XIX.

## Localización
Turtagrøo se encuentra cerca de la antigua ruta de montaña y actual carretera Sognefjellsvegen, al norte de Hurrungane en Jotunheimen. Puede ser el lugar de comienzo para rutas de senderismo a Fannaråken, Skogadalsbøen y los picos de Hurrungane, incluyendo la escalada a Store Skagastølstind.

## Historia

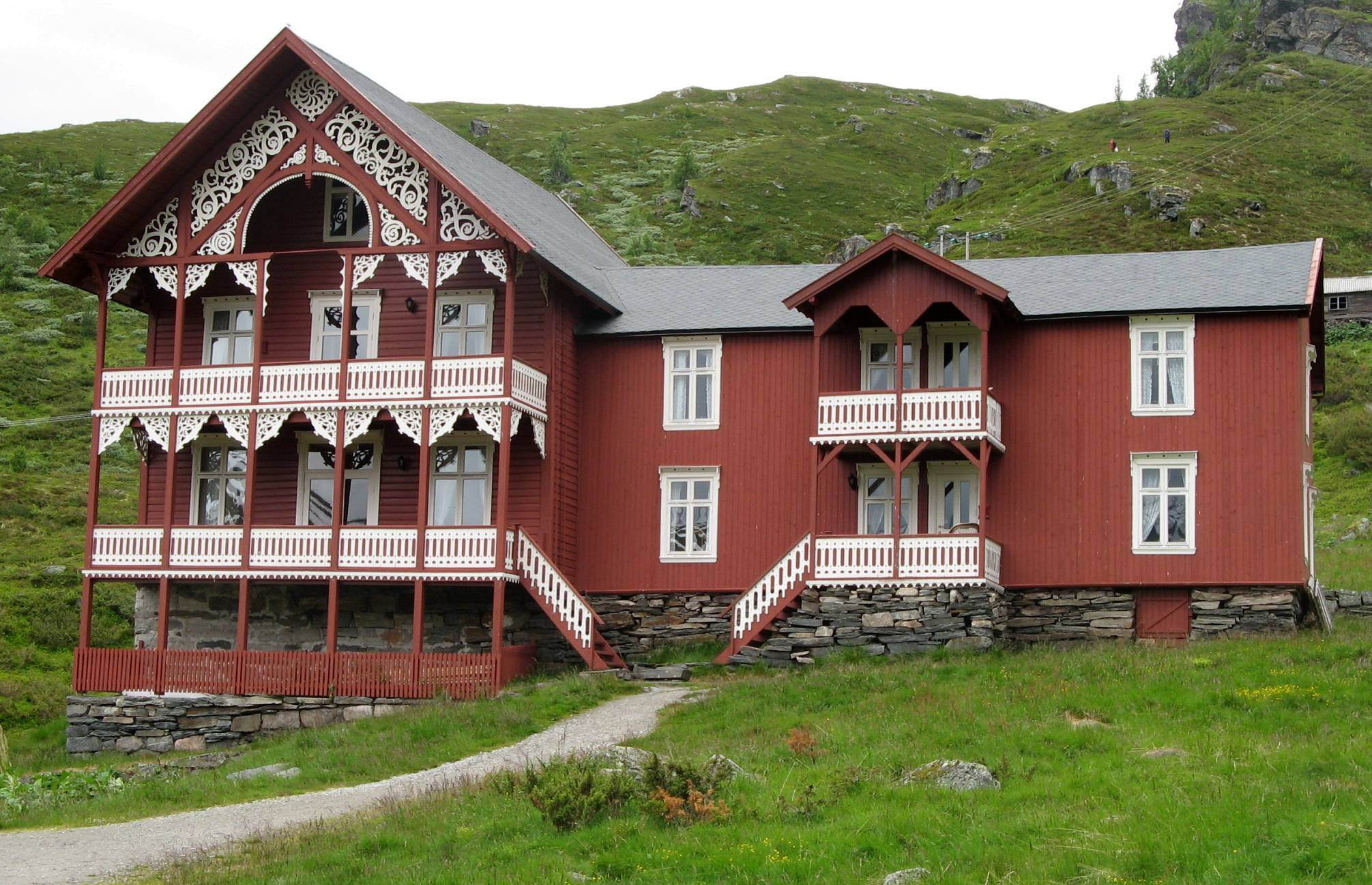
El antiguo anexo que data de 1888, (hotel construido por Øiene)

El primer hotel en Turtagrø fue construido en 1888 por el guía de montaña Ola Berge. Más tarde, en el mismo año, Ole Øiene construyó un segundo hotel a 100 metros. Turtagrø fue un punto de encuentro importante para los pioneros del montañismo en Jotunheimen desde finales del siglo XIX. Entre los primeros visitantes estaban William Cecil Slingsby, Howard Priestamn y Carl Hall. Los dos hoteles se fusionaron en 1911 cuando Berge compró el hotel a Øiene. Después de la muerte de Berge, en 1928, su hija Kari Berge, se encargó del hotel. La carretera Sognefjellsvegen, la cual pasa por Turtagrø, se terminó en 1938. En este mismo año, la asociación de escalada Norsk Tindeklub construyó su propia cabaña en Skagadalen, lo que contribuyó a cambiar el rol que tenía Turtagrø así como el tipo de visitantes que acudían al hotel.

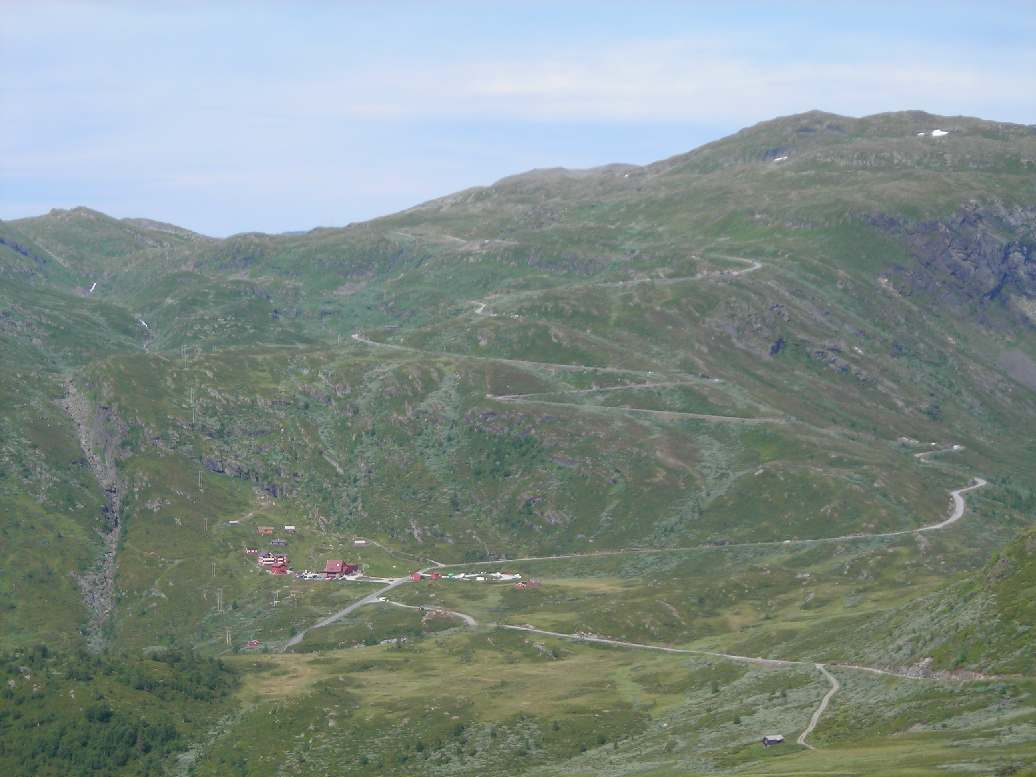
Turtagrø y Sognefjellsvegen.

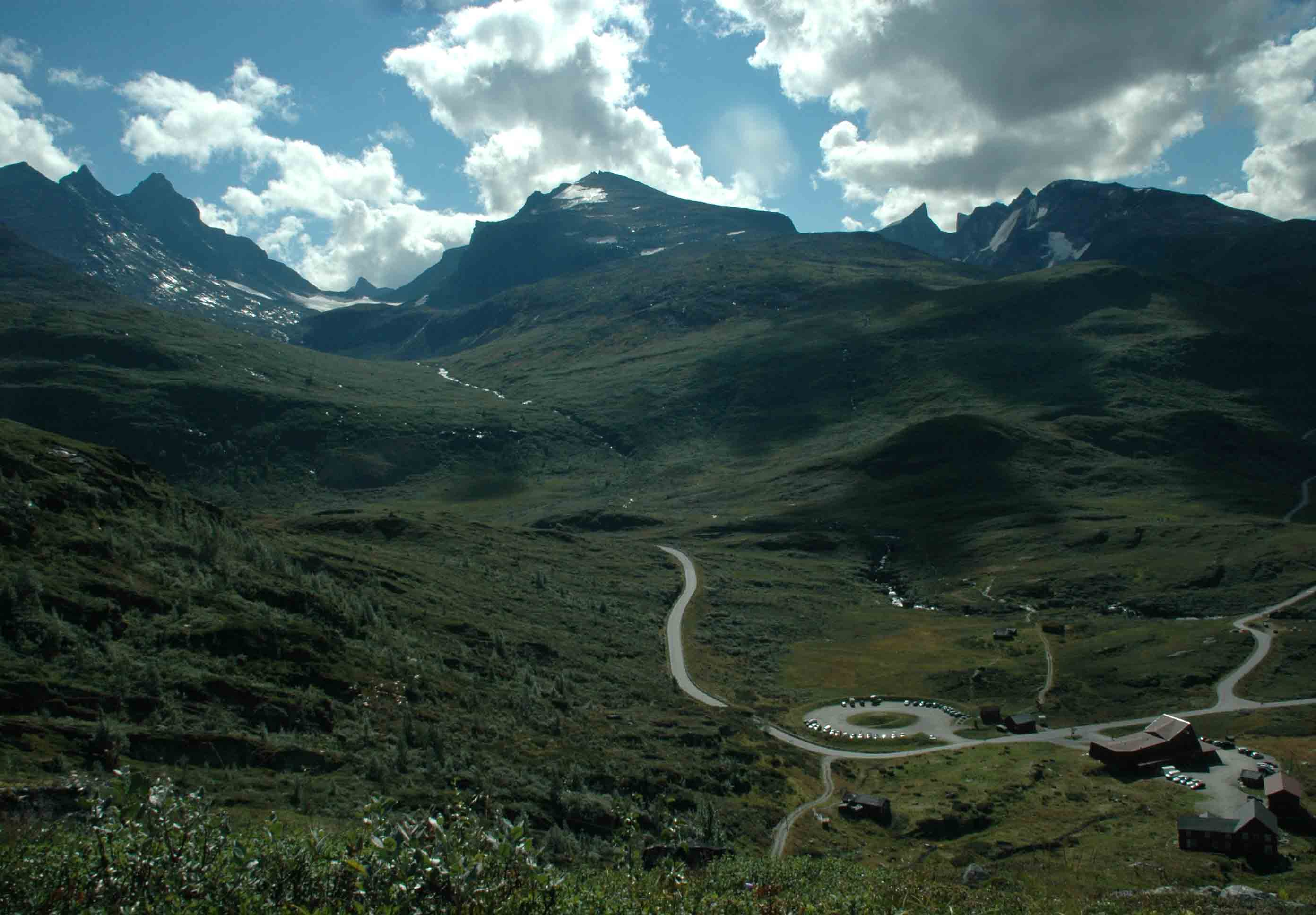
Skagadalen y Hurrungane, visto desde Turtagrø.

El 28 de abril de 1940, en los últimos días de la Campaña Noruega en el Sur de Noruega, el los prisioneros de guerra alemanes de la segunda división Noruega y sus carceleros abandonaron el campo de prisioneros de Lom y llegaron a Turtagrø. Los prisioneros y carceleros pasaron la noche en el hotel en su camino hacia el Oeste, a Vadheim en Sogn. Los prisioneros más débiles se dejaron bajo custodia en el hotel para ser recogidos más tarde por trineos.
Johannes Drægni dirigió el hotel desde 1953. En 1962 Drægni creó la primera escuela de escalada de Noruega en Turtagrø, Den Norske klatreskole. La escuela se cerró en 1975. Ole Berge Drægni dirigió el hotel desde 1997. En 2001, el antiguo edificio principal se quemó un incendio. Ole decidió reconstruirlo y en 2002, el hotel fue reabierto. Ole Berge Drægni murió en el tsunami de Tailandia de 2004. Su hija, de 4 años en aquel entonces, heredó la mayoría de las participaciones del hotel.